# أركانجلسكايا
أركانجلسكايا (بالروسية: Архангельская) هي مدينة في مقاطعة كراسنودار كراي في روسيا.